# Crisopea
En la alquimia, el término crisopea (del griego clásico, χρυσοποία, 'chrysopoiía', 'hacer oro') hace referencia a la transmutación de metales en oro. Así mismo indica simbólicamente la creación de la piedra filosofal y con ello la realización de la gran obra (opus magnum).
Los alquimistas llamaban crisogonia a una sustancia que separaban de las disoluciones de oro suponiéndola una semilla de ese metal. Según esta creencia al introducir cierta cantidad de crisogonia en un metal cualquiera y en determinadas condiciones, este llegaba a convertirse en oro.
La palabra fue utilizada en el título de un papiro alquímico, la Crisopea de Cleopatra, que fue escrito en los primeros siglos de la era cristiana. El papiro cuenta con la idea de "una del todo" (en griego: ἔν τὸ πᾶν), un concepto que se relaciona con el uróboros y el hermetismo. Crisopea también es un poema de 1515 de Giovanni Augurello.